# ایسیموو
ایسیموو (انگلیسی: Isimovo) یک شهرک در شهرستان کوگارچینسکی جمهوری باشقیرستان در کشور روسیه است.